# Baliburg

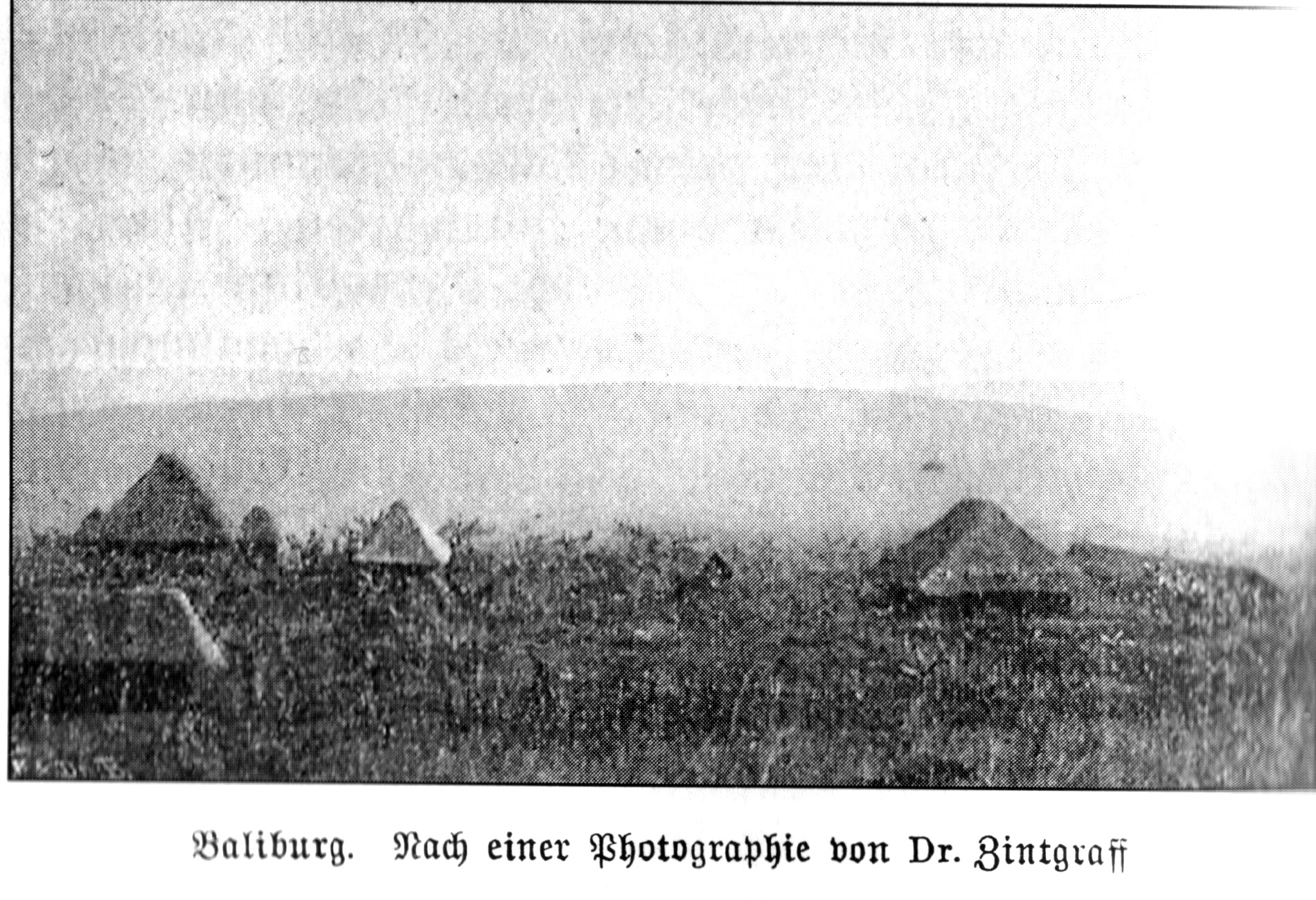
Photographie des débuts de Baliburg, par Eugen Zintgraff

Baliburg (fort de Bali en allemand) était un poste de défense fondé par l'explorateur Eugen Zintgraff pour le compte du Cameroun allemand dans la région nord-ouest de l'arrière-pays.

## Géographie
Baliburg se situait à côté du village de Bali (Balidorf en allemand), à 1 400 m d'altitude et à 300 km au nord-est de l'embouchure du fleuve Cameroun (appelé plus tard Wouri). La limite avec le plateau d'Adamaoua, peuplé alors par des tribus guerrières, se trouve à une vingtaine de kilomètres au sud du poste. Ce haut-plateau sépare la région côtière du Cameroun (couverte de forêts) de la savane du Cameroun occidental. Les environs étaient appelés par les Allemands le Balihochland.
Au nord du poste de défense, commençait la frontière avec des territoires soumis à l'influence britannique, aujourd'hui au Nigeria.

## Historique

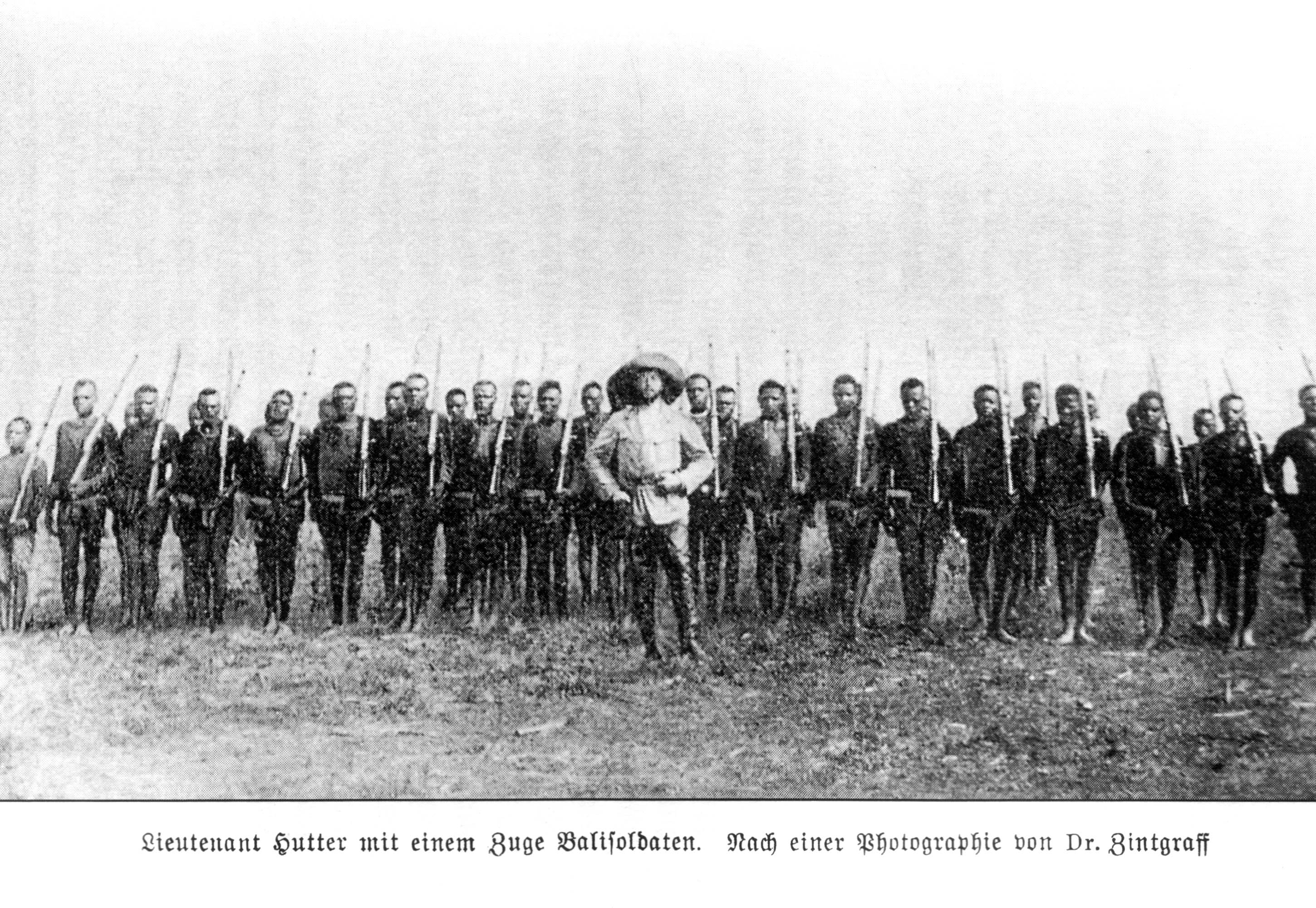
Le lieutenant Hutter et ses soldats bali (photographie d'Eugen Zintgraff)

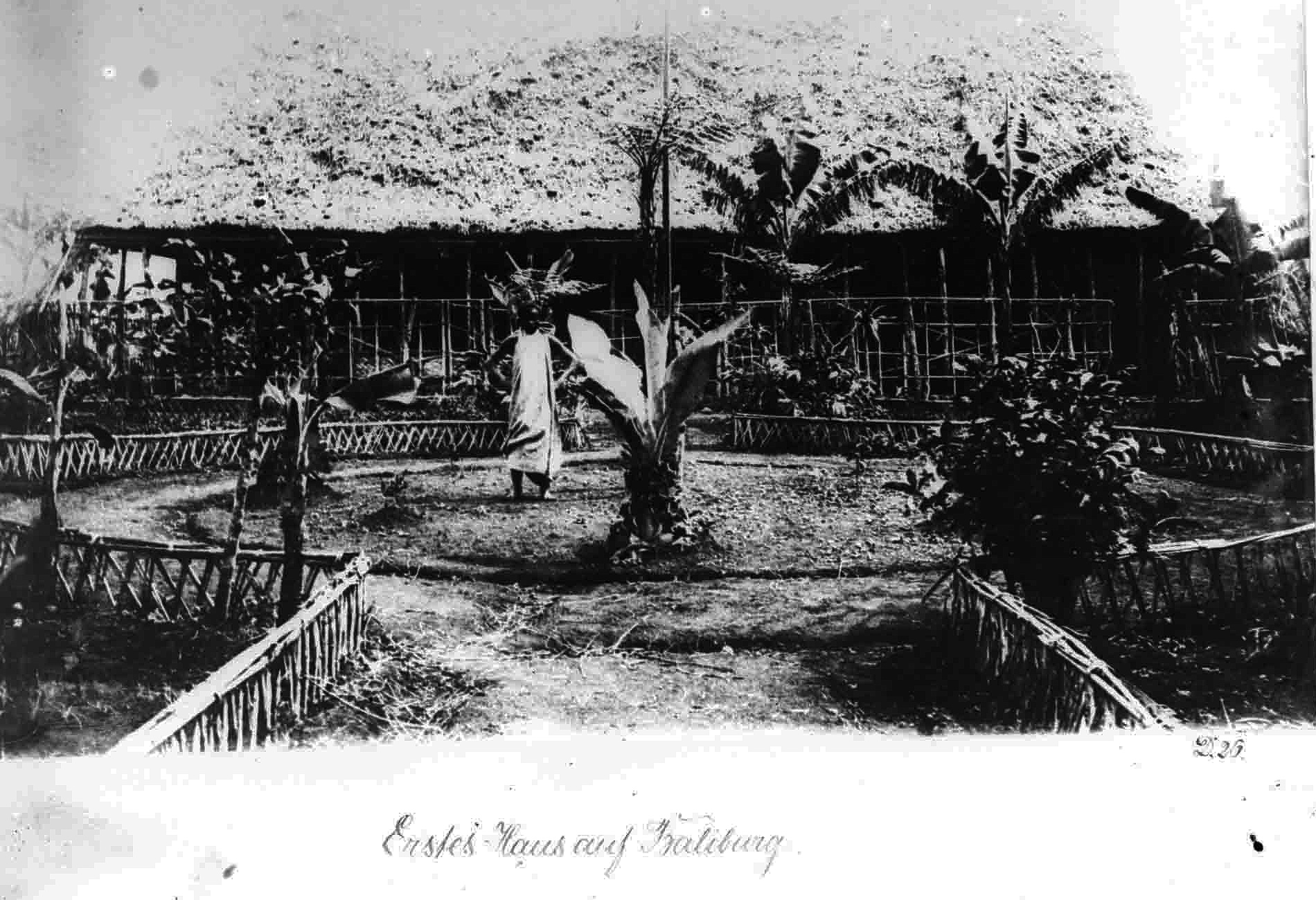
Première maison construite à Baliburg

Baliburg a été fondé par Eugen Zintgraff au tournant de l'année 1889 et de l'année 1890. L'explorateur avait signé un traité de protectorat avec le chef de Bali, Garenga. Après quelques mois d'attente, les autorités coloniales allemandes entérinent le « traité » et lui donnent la permission de construire le poste avec plusieurs cases. Il est d'abord utilisé comme station météorologique, et il est envisagé un temps d'en faire un poste commercial qui aurait été relié à la côte. Lorsque Zintgraff rentre en Europe, le commandement du poste est confié au lieutenant Franz Karl Hutter qui avait reçu l'ordre du gouverneur du Kamerun de faire évacuer les postes du nord. Des divergences avaient en effet opposé Zintgraff et le gouverneur. Zintgraff avait voulu jouer des rivalités traditionnelles entre tribus pour favoriser celles qui se montraient loyales à l'autorité coloniale, dont celle des Balis. Ceux-ci reçoivent des fusils, alors que les autres utilisent encore leurs sagaies et leurs flèches.
le gouvernement colonial s'effraie de l'armement de la tribu, au cas où il y aurait une rébellion contre son autorité, et désavoue Zintgraff. Il y avait alors entre 6 000 et 7 000 habitants à Baliburg.

## Bibliographie

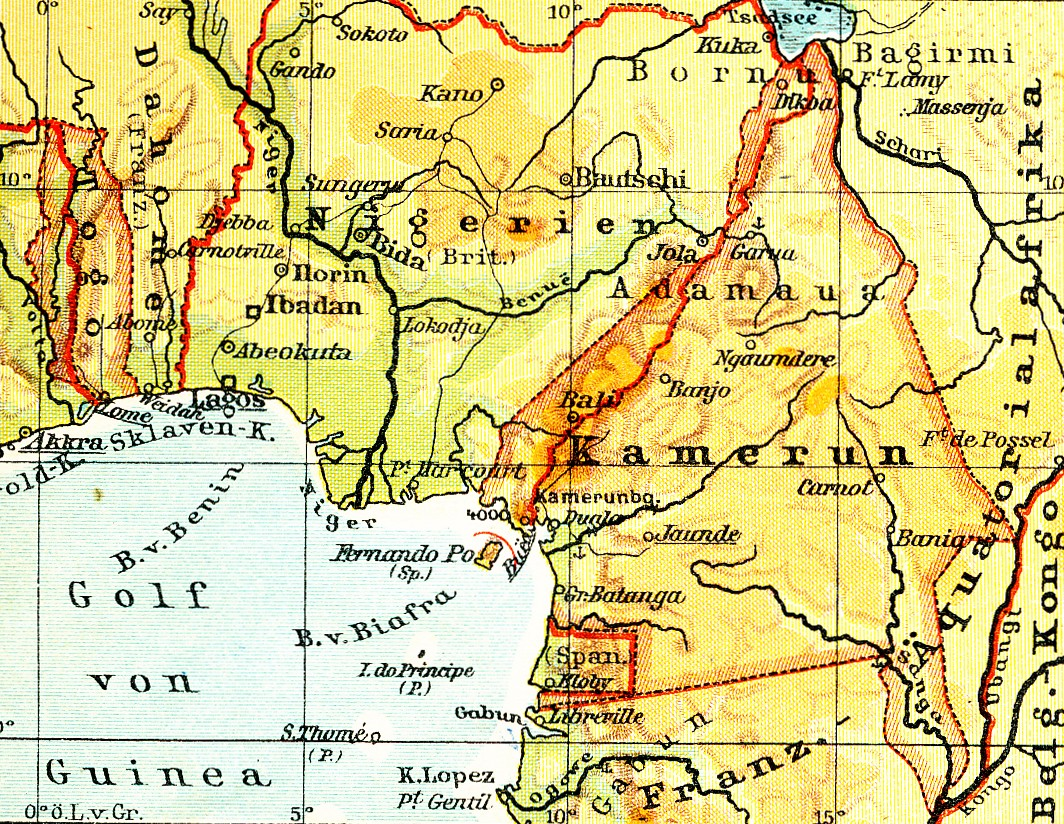
Carte de l'ancien Cameroun allemand

## Source
- (de) Cet article est partiellement ou en totalité issu de l’article de Wikipédia en allemand intitulé « Baliburg » (voir la liste des auteurs).